# Elly De La Cruz
Elly Antonio De La Cruz (11 januari 2002) is een Dominicaans professioneel honkbalspeler voor de Cincinnati Reds in de Major League Baseball. Hij is een binnenvelder, en speelt als derde honkman en als korte stop. Hij tekende in 2018 zijn eerste contract bij de Reds, en maakte in 2023 zijn debuut in de MLB.

## Carrière

### Minor League
Op 2 juli 2018, op zestienjarige leeftijd, tekende De La Cruz als internationale free agent een contract bij de Reds. Hij ontving daarbij een tekenbonus van $65.000.
In 2019 maakte hij zijn professionele debuut, voor de Dominican Summer League Reds. In 2020 speelde hij geen wedstrijden, omdat de volledige Minor League Baseball competitie werd stilgelegd vanwege de COVID-19 pandemie.
In 2021 speelde hij voor de Arizona Complex League Reds, die uitkomen op Rookie niveau, en voor de Daytona Tortugas, die uitkomen op Single-A niveau. Hij speelde daar vooral derde honk.
In 2022 begon De La Cruz bij de Dayton Dragons, die uitkomen op High-A niveau. Op 22 juli 2022 werd hij gepromoveerd naar de Chattanooga Lookouts. In 121 wedstrijden (voor zowel de Dragons als de Lookouts) behaalde De La Cruz een slaggemiddelde van .304 met 28 homeruns, 86 RBIs en 47 gestolen honken. De La Cruz was de eerste speler sinds George Springer in 2013 die in één seizoen een slaggemiddelde hoger dan .300 had, minimaal 25 homeruns sloeg en minimaal 40 honken wist te stelen. Hij werd dat jaar verkozen tot Cincinnati Reds Minor League Player of the Year.
De La Cruz begon het seizoen 2023 bij de Louisville Bats, die uitkomen op Triple-A niveau.

### Major League
Op 6 juni 2023 werd De La Cruz gepromoveerd naar de Major League. Op 7 juni sloeg hij zijn eerste homerun, in een wedstrijd tegen de Los Angeles Dodgers. Op 23 juni sloeg hij als jongste speler sinds César Cedeño in 1972 in één wedstrijd een één honkslag, een tweehonkslag, een driehonkslag en een homerun (hitting for the cycle). Op 8 juli was hij de eerste Reds speler sinds 1919 die in één inning het tweede honk, derde honk en de thuisplaat wist te stelen. Op 16 juli brak hij het record voor de hardste worp in het binnenveld die leidde tot een uit, door de bal met 97,9 mijl per uur (157,5 km per uur) van het derde honk naar het eerste honk te gooien. Hij is de snelste speler in de MLB, met een sprintsnelheid van 30,5 voet (9,3 meter) per seconde. Daarnaast is hij met zijn lengte van 1 meter 95 ook één van de langste spelers in de Major League.